# Joel Schumacher
Joel Schumacher (New York, 29 augustus 1939 - aldaar, 22 juni 2020) was een Amerikaans filmregisseur, scenarioschrijver en producent.

## Filmografie
- 2011 - Trespass
- 2010 - Twelve
- 2008 - Blood Creek
- 2007 - The Number 23
- 2004 - The Phantom of the Opera
- 2003 - Veronica Guerin
- 2002 - Phone Booth
- 2002 - Bad Company
- 2000 - Tigerland
- 1999 - Flawless
- 1999 - 8MM
- 1997 - Batman & Robin
- 1996 - A Time to Kill
- 1995 - Batman Forever
- 1994 - The Client
- 1993 - Falling Down
- 1991 - Dying Young
- 1990 - Flatliners
- 1989 - Cousins
- 1987 - The Lost Boys
- 1985 - St. Elmo's Fire
- 1983 - D.C. Cab
- 1981 - The Incredible Shrinking Woman
- 1978 - The Wiz  (enkel scenario)

## Prijzen en nominaties
- 1993 - Gouden Palm
  - Genomineerd - Falling Down
- 1998 - Razzie Award
  - Genomineerd - Slechtste regisseur (Batman & Robin)
- 1999 - Gouden Beer
  - Genomineerd - 8MM
- 2000 - Artistic Archievement Award
  - Gewonnen
- 2003 - Gouden Seashell
  - Genomineerd - Veronica Guerin
- 2003 - Solidarity Award
  - Gewonnen - Veronica Guerin
- 2005 - Gouden Satellite Award
  - Genomineerd - Beste script (The Phantom of the Opera)